# 內華達縣 (加利福尼亞州)
內華達縣（英語：Nevada County）是美国加利福尼亚州東部內華達山脈的一個縣，東鄰内华达州，面積2,524平方公里；根據2020年美國人口普查統計，共有人口10萬2,241人。縣治內華達城（Nevada City）。該縣成立於1852年4月16日，由尤巴郡分離出來，縣名源自縣首府內華達城，名中的「內華達」是西班牙语「白雪覆蓋」的意思，指的是內華達山脈（Sierra Nevada）。

## 人口集居地

### 建制市镇
| 自治体（市/镇） | 成立年份 | 人口（2018） |
| --------------- | -------- | ------------ |
| 草谷            | 1893     | 12,914       |
| 内华达城        | 1856     | 3,145        |
| 特拉基          | 1993     | 16,561       |